# Pharetrophora mongolica
Pharetrophora mongolica är en stekelart som beskrevs av Narolsky 1994. Pharetrophora mongolica ingår i släktet Pharetrophora och familjen brokparasitsteklar. Inga underarter finns listade i Catalogue of Life.